# Diagonal
En diagonal er et linjestykke, der forbinder to hjørner, dog ikke medtaget siderne i en polygon. Der er 2 diagonaler i en firkant, 5 diagonaler i en femkant, og {\displaystyle {\frac {n\cdot (n-3)}{2}}} diagonaler i en {\displaystyle n}-kant, hvor n er antal sider i polygonen.
I overført betydning benyttes diagonal om mange fænomener som går "på skrå", f.eks. om felter på et skakbræt, og om de elementer i en kvadratisk matrix som opfylder at rækkenummer er lig søjlenummer. Jernbanen, der gik skråt gennem Jylland mellem Randers og Esbjerg via Silkeborg, blev bl.a. kaldt Diagonalbanen.
| Dodekaeder | Spire Denne artikel om geometri er en spire som bør udbygges. Du er velkommen til at hjælpe Wikipedia ved at udvide den. |